# 米歇爾·班奈特
米歇爾·班奈特（法語：Michèle Bennett，1950年1月15日—），海地前第一夫人，海地前總統让-克洛德·杜瓦利埃第一任妻子，兩人在1986年一起流亡法國，後在1990年離婚。

## 早年生活
米歇爾·班奈特於1950年出生於海地首都太子港，是海地商人恩斯特·班奈特(他是海地國王亨利一世後裔)的女兒。他擁有超過50,000英畝（20,000公頃）的土地，主要種植咖啡，僱傭了1,600名工人，另外還有900多名土地工人。她的叔叔是海地的羅馬天主教總主教François-WolffLigondé。她的家庭屬穆拉托人。
15歲時，班奈特搬到了紐約，她在皮克斯基爾的聖瑪麗學校接受教育，並在紐約市服裝區的一家拖鞋公司擔任秘書。1973年，她嫁給小阿歷克斯·巴斯克特。他是著名的穆拉托人塔斯克基飞行员阿歷克斯·巴斯克特的兒子，他於1958年領導了對弗朗索瓦·杜瓦利埃的政變企圖。她有兩個孩子，Alix III和Sacha。1978年與巴斯克特離婚後，她在太子港高檔酒店Habitation LeClerc的公關工作。

## 婚姻
儘管班奈特在高中時遇到了让-克洛德·杜瓦利埃，但直到十年之後，他們才開始交往。1980年，貝內特與杜瓦利埃總統結婚。他們的婚禮耗資前所未有的700萬美元(是當時全球最豪華婚禮)，並得到了大多數海地人的熱烈歡迎。

## 第一夫人
腐敗的指控或與腐敗的關聯困擾著杜瓦利埃-班奈特的婚姻。米歇爾的父親恩斯特利用他和總統的關係，將興趣擴展到他的業務，從他的寶馬經銷商，到他的咖啡和可可出口，再到海地航空公司，據說傳聞恩斯特正在運毒。1982年，米歇爾的兄弟弗蘭茨在波多黎各因販毒被捕，並判處三年監禁。米歇爾的家人在讓-克洛德獨裁統治的後期積累了財富在他十五年的統治結束時，杜瓦利埃和他的妻子以腐敗而聞名。國家大廈成為華麗的服裝派對場景，這位年輕的總統曾經穿著土耳其蘇丹的服飾出場，贈送價值1萬美元的珠寶作為獎品。
1983年，教宗若望保祿二世訪問海地期間，宣稱海地的事情必須改變，他呼籲所有擁有權力，財富和文化的人，能夠理解他們的重要和緊迫的責任。在那之後很快就開始了反對政權的民眾起義。小杜瓦利埃的回應是下降主食價格10％，同時關閉獨立電台，改組內閣以及加強警察和軍隊鎮壓，但這些舉動未能挫傷民眾起義的勢頭。讓-克洛德的妻子和顧問敦促他鎮壓叛亂，以便繼續留任。為了應對1986年2月7日對杜瓦利埃王朝28年統治的不斷反對，杜瓦利埃在妻子與其他19名人陪同下在登上一架美國飛機上逃離海地。

## 流亡
希臘，西班牙，瑞士，加蓬和摩洛哥政府都拒絕了杜瓦利埃家族的庇護申請。 法國同意給予杜瓦里埃臨時入境但也拒絕給予他們庇護。他們抵達法國後不久，他們的家被搜查戶口被凍結，作為對掠奪海地財政的調查的一部分。班奈特被發現試圖利用馬桶沖走文件。她的文件記錄了最近的消費，包括紀梵希服裝168,780美元，寶詩龍珠寶270,200美元和兩個孩子的愛馬仕馬鞍9,752美元。1987年，法國民事法庭駁回了海地對杜瓦利埃家族的訴訟，後者試圖讓杜瓦利埃家族負責向海地償還債務。
1990年，让-克洛德·杜瓦利埃向在多米尼加共和國的班奈特提出離婚，指控她採取不道德的行為。班奈特當時與戛納的另一名男子生活在一起，她獲得了贍養費和子女撫養費。
在2010年海地地震之後，班奈特返回海地，並加入了一個搜救小組，在蒙大拿酒店的廢墟中尋找她的兄弟魯迪。她於2014年10月11日回到海地參加让-克洛德·杜瓦利埃的葬禮。

## 延伸阅读
- Abbott, Elizabeth (2011). "Jean‑Claude and Michèle, Honeymoon". Haiti: A Shattered Nation. Rev. and updated from Haiti: The Duvaliers and Their Legacy (1988). New York: The Overlook Press. p. 185. ASIN B013JQLXKW. ISBN 978-1-59020-989-9. LCCN 2013496344. OCLC 859201061. OL 25772018M. On January 15, her birthday, Michèle announced the creation of the Michèle B. Duvalier Foundation, which would build clinics, orphanages, schools, and a hospital.